# Joazhifel Soares
Joazhifel Soares (isla de Santo Tomé; 19 de enero de 1991) es un futbolista de Santo Tomé y Príncipe que juega en la posición de Centrocampista y que actualmente milita en el UDRA del Campeonato nacional de Santo Tomé y Príncipe.

## Carrera

### Club
| Periodo   | Club                |
| --------- | ------------------- |
| 2011–2012 | Vitória Riboque     |
| 2013–2016 | Sporting Praia Cruz |
| 2016-     | UDRA                |

### Selección nacional
Debutó con Santo Tomé y Príncipe en 2011 y ha disputado 29 partidos internacionales, récord de selección nacional; además de anotar un gol, el cual fue ante Sudáfrica el 16 de noviembre de 2020 en la derrota por 2-4 en la Clasificación para la Copa Africana de Naciones de 2021.

## Logros
- Campeonato nacional de Santo Tomé y Príncipe: 5

2013, 2015, 2016, 2017, 2018
- Copa de Santo Tomé y Príncipe: 3

2011, 2015, 2017
- Supercopa de Santo Tomé y Príncipe: 3

2011, 2015, 2016
- Liga de fútbol de la Isla de Santo Tomé: 5

2011, 2015, 2016, 2017, 2018
- Copa de Santo Tomé: 3

2011, 2015, 2017